# アンタニアウンビ山
アンタニナウンビ山（マダガスカル語、Antaninaomby）とは、アフリカ大陸の東のインド洋上、マダガスカル島北端部のすぐ西にあるクンバ島中央部に存在する山である。

## 地理

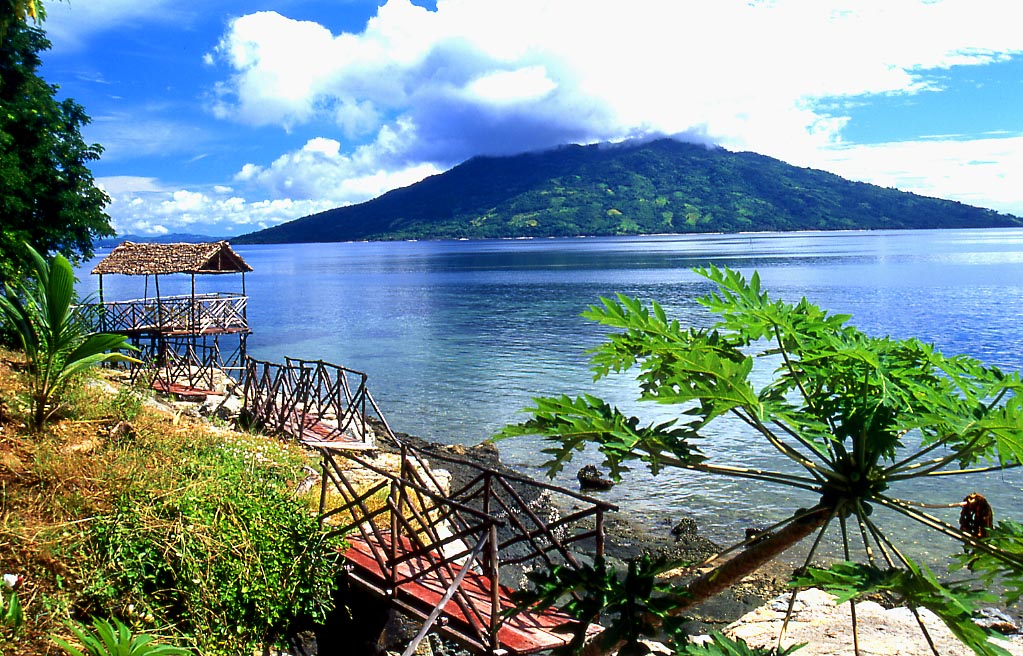
マダガスカル島から見たクンバ島。中央の雲をかぶっている円錐形の山がアンタニナウンビ山である。

アンタニナウンビ山は、おおよそ南緯13度28分、東経48度21分付近に位置しており、この場所はマダガスカル北端部のアンツィラナナ州西部に属している。
なお、山頂の標高は数百メートル程度である。ちなみに、この山は火山活動の結果形成された山とされている。

## 生物相
アンタニナウンビ山も含めてクンバ島は、マダガスカル北端部の一部にのみ分布している固有種かつ危急種のクロキツネザルが分布する場所としても知られている。